# Berufliche Fortbildungszentren der Bayerischen Wirtschaft

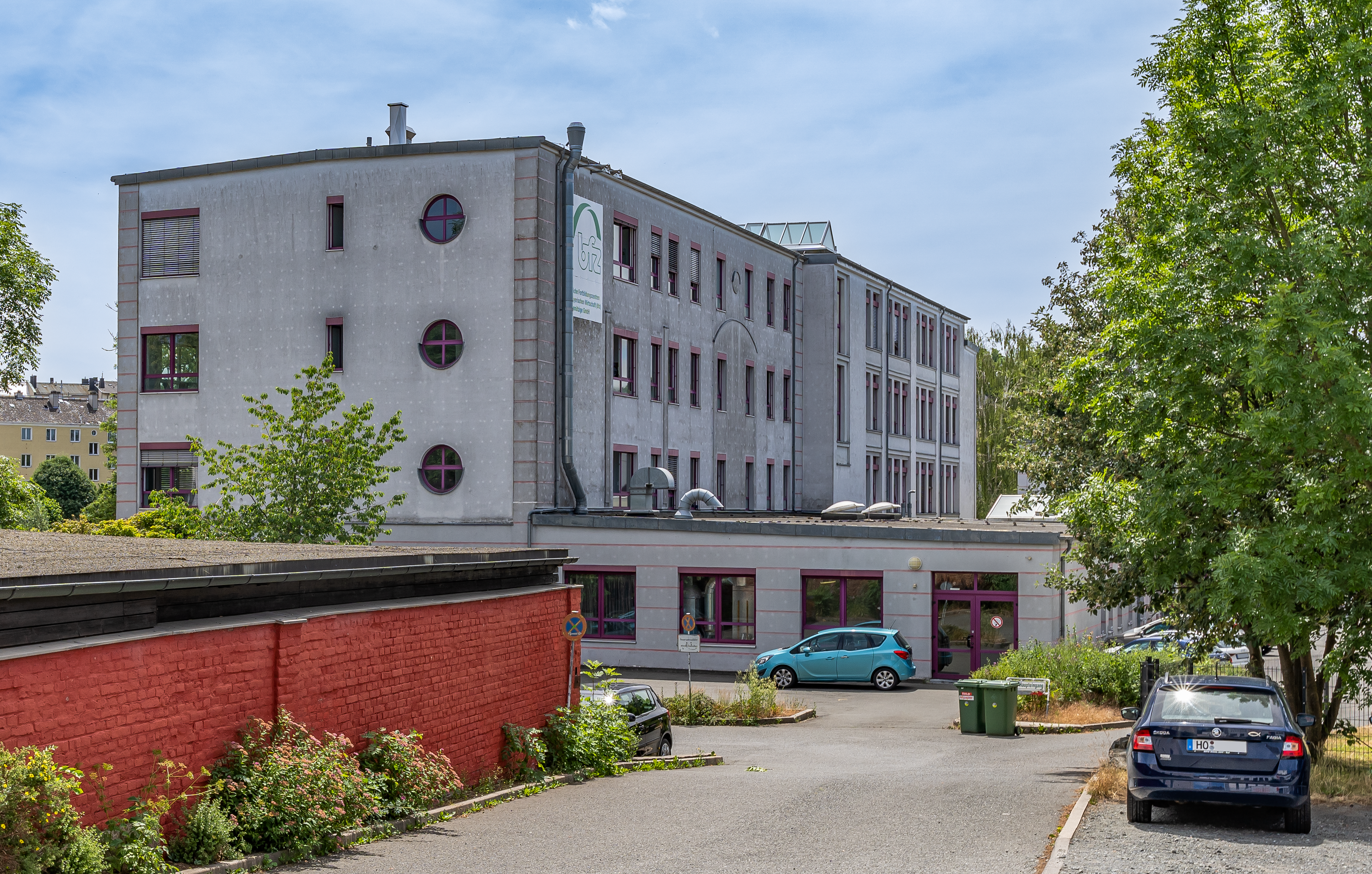
Die bfz Hochfranken in Hof (Saale)

Die Beruflichen Fortbildungszentren der Bayerischen Wirtschaft (bfz) sind einer der führenden Anbieter für Bildung, Beratung und Integration in Bayern.
Die bfz stehen in der Arbeitsmarktpolitik der öffentlichen Hand zur Seite: Im Auftrag von Arbeitsagenturen oder Jobcentern bieten sie zusammen mit regionalen Partnern Aus- und Weiterbildungen an. Über 3.200 bfz-Mitarbeiter qualifizieren Menschen aller Altersgruppen entsprechend der Anforderungen der modernen Arbeitswelt – und unterstützen sie damit bei der Vermittlung in Job oder Ausbildung und bei der Integration ins Berufsleben.
1983 gegründet sind die bfz bayernweit an 19 Hauptstandorten und 170 Schulungsorten vertreten.
Die bfz sind eine Gesellschaft der Unternehmensgruppe des Bildungswerks der Bayerischen Wirtschaft (bbw-Gruppe). Die bbw-Gruppe umfasst ein umfangreiches Netzwerk an Bildungs- und Beratungsunternehmen sowie Sozial- und Personaldienstleistern. In 14 Gesellschaften sind rund 10.500 Mitarbeiter tätig – schwerpunktmäßig in Bayern, aber auch deutschlandweit sowie international an 500 Standorten.

## Geschichte
Die bfz gGmbH wurden 1983 als Bildungsanbieter gegründet. 1985 führten die bfz als erster Anbieter ambulante Maßnahmen zur beruflichen Rehabilitation durch.
1995 übernahmen die bfz 90 Prozent der Fortbildungsakademie der Wirtschaft (FAW) gGmbH.

## Arbeitsfelder
Die bfz sind bayernweit an 20 Hauptstandorten und 170 Schulungsorten vertreten. Folgende Geschäftsfelder werden abgedeckt:
- Berufliche Qualifizierung und Weiterbildung
- Vermittlung
- Berufliche Rehabilitation
- Migration und Integration
- Berufsvorbereitung
- Ausbildung
- Berufliche Schulen

## Qualitätsmanagement
Die bfz werden in regelmäßigen Abständen von der unabhängigen Zertifizierungsgesellschaft CERTQUA nach den Anforderungen der internationalen Norm DIN EN ISO 9001:2015 zertifiziert. Damit erfüllen alle bfz-Standorte die gesetzlichen Auflagen.
Die bfz sind nach der neuen Akkreditierungs- und Zulassungsverordnung Arbeitsförderung (AZAV) als Maßnahmenträger zertifiziert.